# Jed (álbum)
Jed es el segundo álbum de estudio de la banda originaria de Búffalo The Goo Goo Dolls. En él, John Rzeznik canta por primera vez algunas canciones del disco, las cuales son (Up yours & James Dean), la mayoría de las canciones son cantadas por Robby Takac.
El tema Up yours se encuentra en el primer álbum recopilatorio de la banda y el tema No way out se encuentra en su tercer álbum recopilatorio.
El álbum fue nombrado Jed por el pintor Jed Jackson quien fue maestro de Robby Takac en la Universidad, el cual hizo la pintura para la portada de este mismo álbum. La pintura se llama Arkansas sunset.

## Lista de canciones
| N.º | Título                                                       | Duración |  |
| 1.  | «Out of Sight»                                               | 2:10     |  |
| 2.  | «Up Yours»                                                   | 1:37     |  |
| 3.  | «No Way Out»                                                 | 2:39     |  |
| 4.  | «7th of Last Month»                                          | 3:08     |  |
| 5.  | «Love Dolls»                                                 | 2:07     |  |
| 6.  | «Sex Maggot»                                                 | 1:56     |  |
| 7.  | «Down on the Corner» (cover de Creedence Clearwater Revival) | 3:24     |  |
| 8.  | «Had Enough»                                                 | 2:48     |  |
| 9.  | «Road to Salinas»                                            | 2:39     |  |
| 10. | «Em Elbmuh»                                                  | 1:01     |  |
| 11. | «Misfortune»                                                 | 1:59     |  |
| 12. | «Artie»                                                      | 2:43     |  |
| 13. | «Gimme Shelter» (cover de The Rolling Stones)                | 2:14     |  |
| 14. | «James Dean»                                                 | 3:51     |  |

- Datos: Q738384